# Ана Карењина
Ана Карењина (рус. Анна Каренина) је роман руског писца Лава Толстоја, који је прво објављиван у деловима од 1873. до 1877. године. Прва појава романа је била у Руском гласнику (рус. Русский Вестник), али није објављен до краја, пошто је Толстој дошао у сукоб са уредником Михаилом Катковим око питања која су покренута у завршном делу. Стога је прва појава романа у целини била у облику књиге.
Нашироко сматрану врхунцем реализма, Толстој је ову књигу сматрао својим првим правим романом. Лик Ане је вероватно, макар делом, инспирисан Маријом Хартунг (1832—1919), старијом ћерком руског песника Александра Пушкина.
Занимљиво је и то да је као прототип за лик грофа Вронског послужио пуковник Николај Рајевски, који је заиста, као добровољац, учествовао у Српско-турском рату и тамо погинуо.

## Главни ликови
- Ана Аркадјевна Облонска, удата Карењина (рус. Анна Аркадьевна Каренина): сестра Степана Облонског, Карењинова жена и љубавница Вронског.
- Гроф Алексије Кирилович Вронски (рус. Алексей Кириллович Bpонский): Анин љубавник, коњички официр.
- Кнез Степан „Стива” Аркадјевич Облонски (рус. Степан "Стива“ Аркадьевич Облонский): Анин брат, државни службеник (34 године).
- Кнегиња Дарја „Доли” Александровна Облонска (рус. Дарья „Долли“ Александровна Облонская): супруга Степана Аркадјевича, (33 године).
- Гроф Алексије Александрович Карењин: Анин муж, високи државник. Број његових година није познат, али је познато да је пуних двадесет година старији од ње.
- Константин „Костја” Дмитревич Љевин: Китин просaц, блиски пријатељ Степана Аркадјевича и земљопоседник, (32 годинe).
- Николај Дмитријевич Љевин: Константинов старији брат, осиромашен алкохоличар.
- Сергеј Иванович Кознишев: Константинов полубрат, прослављен писац, (40 година).
- Кнегиња Јекатарина „Кити” Александровна Шчербацки: Долина млађа сестра и касније Љевинова супруга, (18 година).
- Кнегиња Јелисавета „Бетси” Фјодоровна Тверска: петроградска богаташица, сестричина Вронског, Анина другарица.
- Грофица Лидија Ивановна: Вођа високог друштва, који укључије Карењина, а избегава принцезу Бетси. Њени послови су мистичног и спиритуалног карактера.
- Грофица Вронски: мајка Алексија Вронског
- Сергеј „Серјожа” Алексијич Карењин: син Ане и Алексија Карењина
- Ана „Ани”: ћерка Ане и Вронског
- Варењка: млада девојка сироче, полуусвојена од стране болесне руске племкиње мадам Штал, спријатељује се с Кити док борави у иностранству.

## Радња
Роман је подељен на осам делова. Његов епиграф је Освета је моја, ја ћу је вратити преузета је из посланице Римљанима 12:19.
Роман почиње са једним од Толстојевих најчешће цитираних редова: 
| „ | Све срећне породице личе једна на другу; свака несрећна породица несрећна је на свој начин. | ” |

### Први део
Роман почиње сценом Степана Аркадијевича Облонског („Стиве”), московског аристократе и државног службеника који је преварио своју жену Дарју Александровну („Доли”). Доли је открила да ју је муж преварио са њиховом гувернантом, па породица и читаво домаћинство пати. Стива обавештава укућане да његова сестра, Ана Аркадјевна Карењина, долази у посету из Санкт Петербурга у покушају да смири ситуацију.
У међувремену, Константин Дмитријевич Љевин („Костја”), Стивин пријатељ из детињства, стиже у Москву, како би запросио Долину најмлађу сестру, принцезу Катарину Александровну Шчербацки („Кити”). Љевин је страствени, немиран али стидљив аристократски земљопоседник који, за разлику од његових пријатеља из Москве, бира да живи на селу на свом великом имању. Ту он сазнаје да има супарника у погледу Китине удаје, грофа Алексија Вронског, војног официра.
Чекајући Ану на железничкој станици, Стива сусреће Вронског, који је ту да дочека своју мајку, грофицу Вронску. Испоставља се да су Ана и грофица Вронска путовале и разговарале заједно у истом вагону. Након што се свако пронашао са својима и Вронски видео Ану по први пут, један железнички радник гине, случајно паднувши испред воза. Ана то тумачи као „лош знак”. Вронски је, међутим, опчињен Аном. Ана је, пак, забринута, јер се по први пут одвојила од свог малог сина Сергеја („Серјоже”) на дуже време.
У кући Облонског Ана говори емотивно и отворено са Доли о Стивиној афери и убеђује је да је Стива још воли, упркос неверству. Доли је дирнута Аниним говором и одлучује да, због деце, опрости Стиви.
Кити, која долази у посету Доли и Ани, има само осамнаест година. Њој је ово прва сезона када је родитељи дају на удавање и она очекује да ће се ускоро удати за човека из свог сталежа. Вронски јој показује значајну пажњу, а она очекује да ће играти са њим на балу те вечери. Кити је веома задивљена Анином личношћу и лепотом и постаје опседнута њом, баш као и Вронски. Када Љевин насамо запроси Кити у њеном дому, она га неспретно одбија, верујући да се Вронски заљубио у њу и да ће је запросити. На тај корак се одлучује под утицајем њене мајке, убеђене да је Вронски боља прилика за Кити, за разлику од Китиног оца, који фаворизује Љевина.
На балу направљеном у Китину част, Ана се, на опште изненађење свих, појављује у црној сомотској хаљини, једним делом од црне прозирне чипке која, у оно време, никако не приличи Ани, једној угледној жени, супрузи и мајци. Кити је убеђена да ће је Вронски дефинитивно запросити и да ће се овим балом све разрешити, али он цело вече игра са Аном, бирајући је као партнерку за плес пред шокираном Кити сломљеног срца. Кити схвата да се Вронски заљубио у Ану и да нема намеру да је проси, упркос његовим отвореним флертовањима. Вронски је сматрао своје односе према Кити само као извор забаве и претпостављао је да је и Кити мотивисана истим разлозима. Ана, иако је својевољно плесала са Вронским све време на балу, потресена Китиним сломљеним срцем, исте вечери се враћа у Санкт Петербург. Вронски путује истим возом. Током путовања, у неко доба ноћи, њих двоје се сусрећу и Вронски изјављује Ани своју љубав. Ана га одбија, мада је његова пажња не оставља равнодушном.
Љевин, увређен и разочаран што га је Кити одбила, враћа се на своје имање, напуштајући сваку наду за брак. Ана се враћа у Санкт Петербург код свог супруга, Алексија Александровича Карењина, високог владиног званичника и код сина Серјоже. Видевши свог мужа по први пут након њеног сусрета са Вронским, Ана схвата да је он не привлачи, да јој се гади, иако она сама каже да је добар човек.

### Други део
Породица Шчербацки консултује лекара због Китиног здравља, које је нарушено од када се разочарала у Вронског. Млади специјалиста саветује да Кити треба да иде у иностранство, у бању, да се опорави. Доли говори Кити да је разуме у патњи због Вронског и Љевина, кога је узалудно повредила. Кити, која се осећа пониженом од стране Вронског и мученом од стране њеног одбијања Љевина, вређа сестру, позивајући се на Стивина неверства, рекавши јој да никада не може волети човека који ју је преварио. У међувремену, Стива посећује Љевина на његовом сеоском имању ради продаје шуме у близини парцеле, због слабе материјалне ситуације породице Облонски.
За то време, у Санкт Петербургу, Ана почиње да проводи више времена у кругу кнегиње Бетси, модерне богаташице и рођаке Вронског. Вронски наставља да прати Ану. Иако га се она у почетку покушавала отарасити, ипак му поклања своју пажњу. Карењин подсећа жену да с њене стране није у реду у јавности поклањати превише пажње Вронском, јер постаје предмет оговарања. Он је забринут због свог и угледа своје супруге, иако се нада и жели да верује да је Ана изнад сваке сумње.
Вронски, иначе страствени коњаник, учествује у тркама, превише напрежући своју кобилу Фру-Фру. Његова неодговорност је узрок пада и сломљене кичме несрећној кобили. Ана, све посматрајући са трибина у маси, није у стању да сакрије своју узнемиреност током несреће. Непосредно пре тога, Ана је рекла Вронском да је трудна и да носи његово дете. Карењин је такође присутан на тркама и, схвативши да је Анино понашање неприкладно, након трка је опомиње. Ана, у изливу екстремног стреса и емоција, признаје своју аферу мужу. Карењин је замоли да прекину са тим, да би се избегли даљи трачеви, верујући да ће њихов брак бити очуван.
Кити и њена мајка путују у немачку бању, да се Кити поправи здравље. Тамо упознају мадам Штал у инвалидским колицима и њену усвојену кћерку Варењку. Варењка оставља снажан утисак на Кити помагањем болесницима у бањи, читањем им Јеванђеља и својим понашањем у целини. Под њеним утицајем током дружења, Кити постаје изузетно побожна, али и разочарана критикама њеног оца, када сазна да мадам Штал глуми своју болест. Ускоро затим враћају се у Москву.

### Трећи део
Љевин наставља да ради на свом имању, покушавајући да физичким радом некако заборави на Кити и душевни бол, што му скоро у потпуности и успева. Ускоро му у посету долази његов брат Сергеј Иванович Кознишов. Овде су посебно истакнуте супротности двојице браће. Док Љевин на селу увек ради, вредан је и готово да нема времена за одмор, Сергеј село сматра местом за разоноду и релаксацију. Љевин развија своје идеје, које се односе на пољопривреду, као и јединствен однос између пољопривредног радника и своје родне земље и културе. Сматра да се мора нешто променити у систему, како би радницима било стало до тога што раде и да би са земљопоседницима развили пријатељски однос, што и показује личним примером. Он верује да европске пољопривредне реформе неће имати ефекта у Русији због јединствене културе и личности руског сељака.
Када Љевин, на молбу Облонског, посети Доли у оближњем селу Јергушеву, она покушава да разуме шта се десило између њега и Кити и да објасни и оправда Китино понашање. Сам разговор о Кити избаци Љевина из равнотеже и он створи одбојност према Доли. Након тога, Љевин одлучује да ће заборавити Кити и да ће се оженити сељанком. Међутим, сутрадан случајно виђа Кити у њеној кочији и схвата да слободно може одбацити мисли о наведеном браку, јер је он још увек воли. Ускоро му у посету стиже други брат, Николај. Он је врло болестан, раздражљив и Љевин осећа сопствену кривицу што му је Николај напоран. Већ другог дана њих двојица су се посвађали и, иако су знали да је Николај због болести последњи пут овде, он одлази кући.
У међувремену, у Санкт Петербургу, Алексије Карењин је написао писмо Ани, у коме тражи да се она врати кући, али пре него што јој је писмо стигло, она му пише да са сином одлази у Москву. Добивши његово писмо, Ана се нашла увређена и била је убеђена да је њен муж жели код куће докрајчити и уништити. Потом се налази са Вронским и говори му да њен муж зна за њих двоје. Када је Ана најзад отишла кући, њен муж је није дочекао, већ га је она нашла у кабинету. Карењин одбија развод, инсистирајући на томе да ће се њихов однос наставити. Захтева од ње да се престане виђати са Вронским и прети јој одузимањем Серјоже.

### Четврти део
Ана и Алексије Карењин настављају да живе заједно, а са Вронским се виђа само ван куће. Када их је једном муж затекао у кући, сматра да су претерали и консултује се са адвокатом око добијања развода. У то време, развод у Русији се могао захтевати једино од стране недужног супружника, али је потребно или да оптужени признаје прељубу − што би упропастило Анину позицију у друштву или барем њу приликом нове удаје − или да кривац буде ухваћен у прељуби. Карењин узима од Ане нека љубавна писма од Вронског, која адвокат сматра као недовољан доказ афере. Стива и Доли су искључиво против развода Карењиних.
Ана има тежак порођај. Порођајна грозница, од које умире 99% жена, траје јој три дана. За то време, захтева да се, поред њеног кревета, Карењин и Вронски помире и, пруживши му руку, ту Карењин све опрашта Вронском. Међутим, Вронски се осећа непријатно због Карењинове великодушности, осећа се безвредним и пониженим, покушава самоубиство, пуцајући себи у груди, али погађа раме и остаје жив. Тада долази до преокрета. Ана се опоравља и сматра да не може да поднесе живот са Карењином, упркос његовом опроштају и његовој везаности за новорођенче Ану, о којој се једини заиста бринуо и коме је једино било стало до ње. Када је сазнала да Вронски одлази у Ташкент, по војној обавези, она постаје очајна. Тада Ана и Вронски заједно беже у Европу, узевши малу Ану са собом, остављајући Серјожу и Карењинову понуду развода.
У међувремену, Стива делује као проводаџија са Љевином. Он организује састанак између њега и Кити, што доводи до њиховог помирења и веридбе.

### Пети део
Љевин и Кити су се венчали и започели нови живот на свом имању. Иако су били срећни и волели се, првих пар месеци им је било тешко да се привикну једно на друго. Љевин се осећа незадовољно због времена које Кити жели да проведе са њим и схвата да пар месеци ништа конкретно није урадио. Када се брак почиње побољшавати, Љевин сазнаје да његов брат Николај умире од исцрпљености болешћу. Кити се понуди да оду заједно до Николаја и тамо се показује од велике помоћи болеснику. Видевши да је његова супруга преузела контролу над ситуацијом неупоредиво боље и способније од њега, Љевинова љубав према Кити расте. Кити на крају сазнаје да је трудна.
У Европи, Вронски и Ана се боре да пронађу пријатеље који ће их прихватити. Док се Ана осећа срећно што коначно може да буде насамо са Вронским, он се осећа угушено поред ње. Они не могу да се друже са Русима из високе класе и тешко им је да нађу начин да се забаве. Вронски, који је веровао да је Ана кључ за његову срећу, схвата да му је све досадно и незадовољан је собом. Он почиње да слика. Међутим, Вронски не види да сва та његова уметност нема талента ни страсти, а да је његов разговор о уметности изузетно претенциозан. Постаје све немирнији, бива им све досадније и Ана и Вронски одлучују да се врате у Русију.
У Санкт Петербургу Ана и Вронски бораве у једном од најбољих хотела, али су узели одвојене апартмане, наводно због бебе Ане. Постаје јасно да њима ту није место и да нису прихваћени у руском друштву. Сви их избегавају, чак и Анина стара пријатељица Бетси. Ана има честе промене расположења, нападе љубоморе и изливе беса. Ана почиње да се плаши да је Вронски више не воли. У међувремену, Карењин налази утеху код грофице Лидије Ивановне, ентузијасткиње верских и мистичних идеја, осавремењених у вишим класама. Она га саветује да држи Серјожу подаље од Ане и Серјожи говори да му је мајка мртва. Међутим, Серјожа, који је био врло везан за мајку, одбија да верује да је то истина. Ана, маскирана, непозвана одлази у посету Серјожи на његов девети рођендан, али ју је затекао Карењин.
Ана, очајнички покушавајући да поврати бар неке од својих некадашњих позиција у друштву, присуствује представи у позоришту, на којој су присутни сви из високог друштва Санкт Петербурга. Вронски је моли да не иде, али он није у стању да, првенствено себи, објасни зашто она не би требало да присуствује тој представи. У позоришту, Ана је отворено одбијена од својих бивших пријатеља, од којих јој један намерно прави сцену, вређа је и она напушта позориште. Ана је безнадежна. Не може да нађе место за себе у Санкт Петербургу. Иако се често свађају и препиру, Ана и Вронски се договарају да оду на његово сеоско имање.

### Шести део
Доли са мајком и децом проведе лето са Љевином и Кити. Љевинов живот је једноставан и неискварен, иако је Љевину помало нелагодно због присуства толиког броја Шчербацких. Он постаје изузетно љубоморан када један од посетилаца, Китин брат од стрица, Весловски, отворено кокетира са трудном Кити. Љевин покушава да превазиђе своја осећања, али на крају подлегне њима и ствара непријатну сцену, буквално истеравши Весловског из своје куће. Весловски одмах иде да остане са Аном и Вронским на оближњем њиховом имању.
Када Доли оде у посету Ани, она је погођена разликом између Љевиновог аристократског, али једноставног кућног живота и нескривеног луксузног и раскошног имања Вронског, на селу. Она такође није у стању да одржи корак са модерним Аниним хаљинама и екстравагантним трошењем Вронског на болницу коју гради. Поред тога, Ана и Вронски нису у најбољим односима и Доли то примећује. Такође види да се Ана јако променила, да је постала анксиозна и да отворено флертује са Весловским. Доли је неугодно због тога, а Вронски тражи од ње да убеди Ану у развод од Карењина, тако да може да се уда за њега и живи нормално.
Ана је постала изузетно љубоморна на Вронског и не може да поднесе када он одлази чак и на врло кратке излете. Када Вронски одлази на неколико дана за време покрајинских избора, Ана постаје убеђена да мора да се уда за њега, како би га спречила да је напусти. Након што Ана напише писмо свом супругу Карењину, она и Вронски напуштају село и иду за Москву.

### Седми део
Док је у посети Москву, Љевин се брзо навикава на градски брзи, скуп и фриволан живот у високом друштву. Он прати Стиву у џентлменски клуб, где се њих двојица сусрећу са Вронским. Љевин и Стива посећују Ану, која своје празне дане проводи бринући се о девојчици без родитеља из Енглеске. Љевин се у почетку осећа нелагодно због посете, али Ана га лако очара. Када признаје Кити да је посетио Ану, она га оптужује да се заљубио у њу. Њих двоје се касније мире, схватајући да је живот у московском друштву имао негативан, коруптивни ефекат на Љевина.
Ана не може да разуме зашто може да привуче човека попут Љевина, који има младу и лепу жену, али више не може да привуче Вронског. Њен однос са Вронским је под све већим напрезањем, јер он може слободно да се креће у руском друштву док она остаје искључена. Њена све већа огорченост, досада и љубомора узрокују да се њих двоје посвађају. Ана користи морфијум да јој помогне да заспи, што је навика коју је стекла док је живела са Вронским на његовом имању. Постала је зависна од тога. У међувремену, након дугог и тешког порођаја, Кити рађа сина Дмитрија („Митја”). Левин је истовремено ужаснут и дубоко дирнут призором малене, беспомоћне бебе.
Стива посећује Карењина и тражи од њега да одобри Ани развод као невиној странци (што би од њега захтевало да призна непостојећу аферу), али Карењиновим одлукама сада управља француски „видовињак” којег је препоручила Лидија Ивановна. Видовњак је имао визију у сну током Стивине посете и даје Карењину загонетну поруку коју он тумачи на начин да мора да одбије захтев за развод.
Ана постаје све љубоморнија и ирационалнија према Вронском, за којег сумња да има љубавне везе са другим женама. Такође је уверена да ће он попустити у мајчиним плановима да га ожени богатом женом из високог друштва. Горко се посвађају и Ана верује да је њихова веза готова. Почиње да размишља о самоубиству као о бекству од својих мука. У својој менталној и емоционалној збуњености, она шаље телеграм Вронском тражећи од њега да дође кући код ње, а затим посећује Доли и Кити. Анина збуњеност и бес обузимају је и, у свесној симетрији са смрћу железничара при првом сусрету са Вронским, она се са фаталном намером баца између точкова вагона теретног воза који пролази крај железничког перона.

### Осми део
Последњу књигу Сергеја Ивановича (Љевиновог брата) читаоци и критичари игноришу и он учествује у руској посвећености панславизму. Стива добија радно место које је толико желео, а Карењин преузима старатељство над Вронскијевом и Анином бебом, Ани. Група руских добровољаца, укључујући суицидног Вронског, одлази из Русије да се бори у православној српској побуни која је избила против Турака, шире идентификованој као Руско-турски рат (1877—1878).
На Љевиновом имању дешава се грмљавина док су његова жена и новорођени син напољу и, у страху за њихову безбедност, Љевин схвата да заиста воли свог сина колико воли Кити. Китина породица је забринута да човек тако несебичан као што је њен муж не сматра себе хришћанином.
Након што је опширно разговарао са једним сељаком, Љевин се истински предомислио, закључивши да верује у хришћанска начела које је научио у детињству и да више не доводи у питање своју веру. Он схвата да човек мора сам да одлучи шта је прихватљиво у погледу сопствене вере и уверења. Одлучио је да не каже Кити о промени кроз коју је прошао.
Љевин је у почетку незадовољан што његов повратак вери не доноси са собом потпуну трансформацију у праведност. Међутим, на крају приче Љевин долази до закључка да је, упркос новоприхваћеним уверењима, ипак само човек и да ће и даље правити грешке. Његов живот сада може бити смислено и истинито усмерен ка праведности.

## Стил и главне теме
Толстојев стил у Ани Карењини многи критичари сматрају прелазним, чинећи мост између реалистичког и модернистичког романа. Према Рут Бенсон у својој књизи о Толстојевим хероинама, Толстојеви дневници показују колико је био незадовољан својим стилом и приступом писању у раним нацртима Ане Карењине, цитирајући га како је изјавио: „Гнушам се онога што сам написао. Галије Ане Карењине за априлски број Руског вестника сада леже на мом столу, а ја стварно немам срца да их исправљам. Све је у њима тако труло, и целу ствар треба преписати − све што је и штампано − отписати, истопити, бацити, одрећи га се (1876, ЈИ 62: 265)”.
Нашироко се сматра да Ана Карењина истражује теме лицемерја, љубоморе, вере, верности, породице, брака, друштва, напретка, телесне жеље и страсти и аграрне везе са земљом у супротности са начином живота у граду. Према теоретичару књижевности Корнелију Квасу, у роману Ана Карењина „незваничне институције система, представљене кроз друштвене салоне, функционишу као део апарата моћи који успешно смирује поремећај настао Анином ирационалном емоционалном акцијом, која је симбол отпора систему друштвене контроле понашања”. Преводилац Роузмари Едмондс написала је да Толстој не морализује експлицитно у књизи, већ уместо тога дозвољава да његове теме природно избију из „огромне панораме руског живота”. Она такође каже да је једна од кључних порука романа да „нико не сме да гради своју срећу на туђем болу”.
Љевин се често сматра полуаутобиографским приказом Толстојевих уверења, борби и животних догађаја. Толстојево име је „Лав”, а руско презиме „Љевин” значи „Лавов”. Према фуснотама у преводу Певеар/Волохонски, гледишта која Љевин подржава кроз роман у својим аргументима поклапају се са Толстојевим отвореним ставовима о истим питањима. Штавише, према В. Гарету Џоунсу, Љевин је запросио Кити на исти начин као Толстој Софију Берс. Поред тога, Љевинов захтев да његова вереница прочита његов дневник као начин да открије његове грешке и претходне сексуалне односе паралелан је са Толстојевим захтевима његовој вереници Софији.

## Историјски контекст
Догађаји у роману одвијају се у позадини брзих трансформација као резултат либералних реформи које је покренуо руски цар Александар II, међу којима је главна реформа еманципације из 1861. године, праћена реформом правосуђа, укључујући систем пороте; војне реформе, увођење изабраних локалних самоуправа (земства), брз развој железнице, банака, индустрије, телеграфа, успон нове пословне елите и пад старе земљопоседничке аристократије, слободнија штампа, буђење јавног мњења, панславистички покрет, питање жена, воља да се помогне Србији у њеном војном сукобу са Османским царством 1876. итд. Ликови у роману жестоко расправљају о овим дешавањима.
Приградска железничка станица Обираловка, где је један од ликова извршио самоубиство, сада је позната као град Жељезнодорожни у Московској области .